# Verso (film)
Pour plus de détails, voir Fiche technique et Distribution.
Verso est un film suisse réalisé par Xavier Ruiz et sorti en 2009.

## Synopsis
Pris par son travail, Alex a des relations compliquées avec son ex-femme et sa fille. Ayant témoigné contre son coéquipier et ami d'enfance, un homme instable, il craint sa vengeance quand celui-ci sort de prison. 

## Fiche technique
- Titre : Verso
- Réalisation : Xavier Ruiz
- Scénario : Nicholas Cuthbert et Xavier Ruiz
- Photographie : Greg Pedat
- Son : Alain Sironval
- Montage son et mixage :
- Montage : Jean-Paul Cardinaux
- Sociétés de production : Tarantula, Télévision suisse romande (TSR)
- Pays d'origine :  Suisse
- Durée : 95 minutes
- Dates de sortie : Suisse - 2009

## Distribution
- Laurent Lucas : Alex Decker
- Carlos Léal : Victor Preiswerk
- Chloé Coulloud : Lou Decker
- Delphine Chanéac : Anja Lagrande
- Isabelle Caillat : Suzanne
- Hervé Sogne : Von Arx
- Jean-François Wolff : Meylan

## Festivals
- Festival du Film Français d’Helvétie 2010
- Festival du Film Policier de Liège 2010

## Critiques
- Edmée Cuttat dans la Tribune de Genève : "Verso est interprété par Laurent Lucas et les deux stars du rap helvétique Carlos Léal et Stress. S’il dévoile le côté louche et obscur d’une ville qu’il aime, le réalisateur la filme aussi d’un hélicoptère. Et avec Xavier Ruiz, c’est beau Genève la nuit."

- Nicolas Dufour dans Le Temps : "Verso marque un pas dans le lent cheminement des réalisateurs suisses vers la notion de genre. A force de vouloir bien faire, ils en font peut-être trop; mais sans conteste, ils façonnent de nouvelles imageries."[1]